# À rebrousse-temps
À rebrousse-temps (titre original : Counter-Clock World) est un roman de Philip K. Dick, publié en 1967 aux États-Unis et édité en France pour la première fois en 1968 aux éditions OPTA.

## Résumé
Le cours du temps s'est inversé à la suite d'un phénomène physique vaguement expliqué : l'effet Hobart. Il est donc tout à fait logique que les morts reviennent à la vie et que les vivants retournent à la « matrice ». Les cigarettes se reconstituent dans les cendriers et les vêtements sales du matin sont devenus propres le soir.
Sebastian Hermes, lui-même revenu à la vie, dirige un vitarium, une société spécialisée dans le repérage et l'extraction des morts revenus à la vie. Lors d'une mission de routine, il tombe par hasard sur la tombe de l'Anarque Tomas Peak, le célèbre leader religieux. En déterrant l'Anarque Peak, Hermes se rend rapidement compte de la convoitise de tous pour l'Anarque. D'un côté la bibliothèque - organisme obscur - qui se charge d'effacer le savoir au fil du temps veut récupérer l'Anarque pour le forcer à oblitérer ses thèses, de l'autre côté les udites. De plus un certain M. Giacommeti, de Rome, souhaite également récupérer l'Anarque, il s'agit sans doute du Saint Siège…